# 羽鳥世那
羽鳥 世那（はとり せな、男性、2000年2月15日 - ）は、日本の元子役である。

## 出演

### テレビドラマ
- 女王の教室（2005年、日本テレビ）
- 危険なアネキ（2005年、フジテレビ）
- 月曜ミステリー劇場 万引きGメン・二階堂雪14（2006年、TBS）
- しにがみのバラッド。 第10話（2007年、テレビ東京） - マコト（幼少） 役

### バラエティ
- えいごでしゃべらないとJr. オープニング（NHK）
- 中居正広の金曜日のスマたちへ
  - ジャガー横田編
  - 髙木美帆編

### 映画
- カンフーくん（2007年）
- ひゃくはち（2008年）

### CM
- 東京電力
- シダックス 幹事はつらいよ 編
- JA共済 交通安全教室 おじいちゃん大好き 篇
- オムロン
- 松下電器 デジタルネットワーク
- ベネッセコーポレーション ボンメルシィ！スクール 2007夏 大自然でおいし初めて体験
- 眼鏡市場
- 味の素 お弁当シリーズ
- アキレス「瞬足」